# Alessandro Zanardi
Alessandro Leone Zanardi (Bolonha, 23 de outubro de 1966) é um ex-automobilista e paraciclista italiano.
Como automobilista, Zanardi correu na Fórmula 1 (pelas equipes Jordan, Minardi, Lotus e Williams) e na IndyCART, onde foi bicampeão (1997 e 1998) pela equipe Chip Ganassi, defendendo também a equipe MoNunn, somando um total de 15 vitórias e 28 pódios em 66 grandes prêmios disputados.
Como atleta paralímpico, Zanardi é o maior campeão do Paraciclismo nos Jogos Paralímpicos, com quatro medalhas de ouro e duas de prata.
Zanardi é o primeiro piloto de F-1 a disputar uma edição de Jogos Paralímpicos.

## Biografia
Alex Zanardi nasceu em Bolonha, Itália, filho de Anna e Dino. Mudou-se com a família para a vila Castel Maggiore quando tinha 4 anos.
Zanardi começou a correr no kart, com um modelo que ele mesmo construiu. Em 1980 e 1981, começou a competir em corridas locais. Em 1982, entrou para o Campeonato Italiano de Kart 100cc e terminou em 3º na classificação geral.

### Fórmula 1

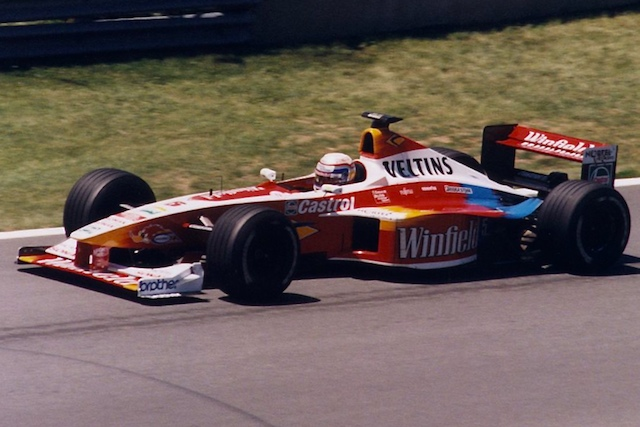
Zanardi na Fórmula 1 em 1999.

Em 1991, Zanardi teve sua primeira experiência na Fórmula 1, pilotando um Footwork na sessão de testes em Paul Ricard. No final do ano, ele começou sua carreira na Fórmula, disputando as três últimas corridas da temporada pela Jordan.

### Indy/CART
Sem resultados expressivos na Fórmula 1, Zanardi passou a disputar a Indy/CART em 1996. Logo na primeira temporada, terminou o campeonato na terceira posição.
Nesta categoria, Zanardi foi bicampeão (1997 e 1998) pela equipe Chip Ganassi, e defendeu também a equipe Mo Nunn, somando um total de 15 vitórias e 28 pódios em 66 grandes prêmios disputados.

#### O Acidente
Em setembro de 2001, sofreu um grave acidente no circuito oval EuroSpeedway Lausitz, na Alemanha que quase o matou. Zanardi brigava pela vitória da prova quando, após um pit stop, rodou e ficou atravessado na pista. Ele foi atingido em cheio pelo carro do canadense Alex Tagliani. Zanardi teve as pernas severamente comprometidas no acidente, foi submetido a diversas cirurgias de emergência e precisou amputá-las acima do joelho. Ele chegou a perder ¾ do sangue corporal e correu sério risco de morte, precisando ser reanimado por sete vezes.

### Carreira Pós-Acidente
Em menos de dois anos após o acidente, o italiano já estava de volta ao volante. Em um carro adaptado às suas necessidades, com alavancas manuais para aceleração e freio, Alex voltou ao palco de seu acidente para uma homenagem, onde completou as 13 voltas que restavam para o fim da trágica corrida. A experiência fez Zanardi desejar voltar às pistas.

#### Automobilismo

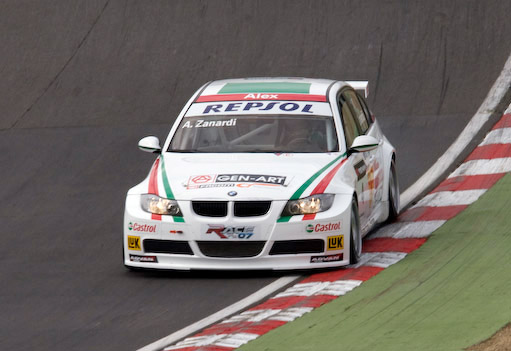
Zanardi pilotando um BMW 320si em Brands Hatch na disputa do WTCC de 2008.

Em 2004, competiu no Campeonato Europeu de Turismo.
Entre 2005 e 2009 disputou os campeonatos de WTCC (World Touring Car Champion) pela BMW obtendo quatro vitórias e dez pódios nesse período.
A volta por cima valeu a ele o Prêmio Laureus.
Em 2014, disputou a temporada do Mundial de Gran Turismo, e em 2015 as 24 Horas de Spa.

#### Atleta Paralímpico
Em 2007, adotou o paraciclismo como novo esporte. Com poucas semanas de treinos veio o primeiro resultado, quarto lugar na maratona de Nova York entre os ciclistas "de mão".
Em março de 2010, Zanardi venceu a Maratona paralímpica de Roma, terminando a prova em 1h15m53s, dois minutos mais rápido que o segundo lugar.
Em setembro de 2012, nos Jogos Paralímpicos de Londres, conquistou 3 medalhas no ciclismo, sendo duas de ouro e uma de prata. A primeira medalha de ouro veio com a vitória na corrida contrarrelógio, categoria H4, com o tempo de 24min50s22. Dois dias depois, Zanardi venceu também a prova de estrada, na categoria H4, com o tempo de 2h00min32s. A medalha de prata foi conquistada no revezamento por equipe. A seleção italiana completou a prova em segundo lugar, com o tempo de 30min50s, apenas 43 segundos atrás dos Estados Unidos, que venceram a corrida.
Nos Jogos Paralímpicos do Rio - 2016, Zanardi conquistou mais 2 ouros e uma prata, tornando-se, assim, o maior campeão do Paraciclismo nos Jogos Paralímpicos, com quatro medalhas de ouro e duas de prata.

## Acidente em paraciclismo
No dia, 19 de junho de 2020, Zanardi sofreu um grave acidente em uma prova de Paraciclismo, na região da Toscana, na Itália. Zanardi perdeu o controle de sua handbike e foi atropelado por um caminhão. Foi levado ao hospital por um helicóptero. Em vídeo é possível ver o equipamento do piloto todo batido no meio da rua.
Em setembro de 2020, foi anunciado que Alessandro já mostra "sinais de interação" pois "responde com sinais transientes e sinais iniciais de interação com o ambiente que o rodeia" a estímulos visuais e acústicos.

## Piloto

### Equipes e resultados
| Ano  | Categoria | Equipe               | Carro/Chassis | Motor       | Pneus       | GP's | Vitórias | Poles | Voltas Mais Rápidas | Pontos | Classificação |
| ---- | --------- | -------------------- | ------------- | ----------- | ----------- | ---- | -------- | ----- | ------------------- | ------ | ------------- |
| 2009 | WTCC      | BMW Team Italy/Spain | BMW 320si     | BMW         | Yokohama    | 23   | 1        |       |                     | 31     | 12º           |
| 2008 | WTCC      | BMW Team Italy/Spain | BMW 320si     | BMW         | Yokohama    | 24   | 1        |       |                     | 36     | 13º           |
| 2007 | WTCC      | BMW Team Italy/Spain | BMW 320si     | BMW         | Yokohama    | 21   | 0        |       |                     | 14     | 15º           |
| 2006 | WTCC      | BMW Team Italy/Spain | BMW 320si     | BMW         | Yokohama    | 20   | 1        |       |                     | 26     | 11º           |
| 2005 | WTCC      | BMW Team Italy/Spain | BMW 320i      | BMW         | Michelin    | 17   | 1        |       |                     | 36     | 10º           |
| 2001 | Champ Car | Mo Nunn Racing       | Reynard       | Honda       | Firestone   | 15   | 0        | 0     |                     | 24     | 23º           |
| 1999 | Fórmula 1 | Winfield Williams    | Williams FW21 | Supertec    | Bridgestone | 16   | 0        | 0     | 0                   | 0      | 19            |
| 1998 | Champ Car | Target Chip Ganassi  | Reynard       | Honda       | Firestone   | 19   | 6        | 0     |                     | 285    | Campeão       |
| 1997 | Champ Car | Target Chip Ganassi  | Reynard       | Honda       | Firestone   | 16   | 5        | 4     |                     | 195    | Campeão       |
| 1996 | Champ Car | Target Chip Ganassi  | Reynard       | Honda       | Firestone   | 16   | 3        | 6     |                     | 132    | 3°            |
| 1994 | Fórmula 1 | Team Lotus           | Lotus 109     | Mugen Honda | Goodyear    | 10   | 0        | 0     | 0                   | 0      | 30            |
| 1993 | Fórmula 1 | Team Lotus           | Lotus 107     | Ford        | Goodyear    | 12   | 0        | 0     | 0                   | 1      | 20            |
| 1992 | Fórmula 1 | Minardi Team         | Minardi M192  | Lamborghini | Goodyear    | 3    | 0        | 0     | 0                   | 0      | 35            |
| 1991 | Fórmula 1 | Team 7Up Jordan      | Jordan 191    | Ford        | Goodyear    | 3    | 0        | 0     | 0                   | 0      | 31            |

## Resultados na Fórmula 1
(legenda)
| Ano  | Equipe            | Chassis       | Motor           | Pneus | 1       | 2       | 3       | 4       | 5       | 6       | 7       | 8       | 9       | 10      | 11      | 12      | 13     | 14      | 15      | 16      | Pts | Pos |
| ---- | ----------------- | ------------- | --------------- | ----- | ------- | ------- | ------- | ------- | ------- | ------- | ------- | ------- | ------- | ------- | ------- | ------- | ------ | ------- | ------- | ------- | --- | --- |
| 1999 | Winfield Williams | Williams FW21 | Supertec V10    | B     | AUS Ret | BRA Ret | SMR 11º | MON 8º  | ESP Ret | CAN Ret | FRA Ret | GBR 11º | AUT Ret | ALE Ret | HUN Ret | BEL 8º  | ITA 7º | EUR Ret | MAL 10º | JAP Ret | 0   | NC  |
| 1994 | Team Lotus        | Lotus 107C    | Mugen-Honda V10 | G     |         |         |         |         | ESP 9º  | CAN 15º |         |         |         |         |         |         |        |         |         |         | 0   | NC  |
| 1994 | Team Lotus        | Lotus 109     | Mugen-Honda V10 | G     |         |         |         |         |         |         | FRA Ret | GBR Ret | ALE Ret | HUN 13º |         | ITA Ret |        | EUR 16º | JAP 13º | AUS Ret | 0   | NC  |
| 1993 | Team Lotus        | Lotus 107D    | Ford HB V8      | G     | AFS Ret | BRA 6º  | EUR 8º  | SMR Ret | ESP 14º | MON 7º  | CAN 11º | FRA Ret | GBR Ret | ALE Ret | HUN Ret | BEL DNS |        |         |         |         | 1   | 20º |
| 1992 | Minardi Team      | Minardi M192  | Lamborghini V12 | G     |         |         |         |         |         |         |         |         | GBR NQ  | ALE Ret | HUN NQ  |         |        |         |         |         | 0   | NC  |
| 1991 | Team 7Up Jordan   | Jordan 191    | Ford HB V8      | G     |         |         |         |         |         |         |         |         |         |         |         |         |        | ESP 9º  | JAP Ret | AUS 9º  | 0   | NC  |

- Sistema de pontuação da Fórmula 1

## Resultados na IndyCART
| Ano  | Equipe                | 1      | 2      | 3      | 4      | 5      | 6      | 7      | 8      | 9      | 10     | 11    | 12     | 13     | 14     | 15     | 16    | 17      | 18    | 19    | 20  | Classificação | Pontos |
| ---- | --------------------- | ------ | ------ | ------ | ------ | ------ | ------ | ------ | ------ | ------ | ------ | ----- | ------ | ------ | ------ | ------ | ----- | ------- | ----- | ----- | --- | ------------- | ------ |
| 1996 | Target Ganassi Racing | MIA 24 | RIO 4  | SUR 21 | LBH 24 | NAZ 13 | MIC 17 | MIL 13 | DET 11 | POR 1  | CLE 2  | TOR 2 | MIC 21 | MID 1  | ROA 3  | VAN 26 | LAG 1 |         |       |       |     | 3º            | 132    |
| 1997 | Target Chip Ganassi   | MIA 7  | SUR 4  | LBH 1  | NAZ 11 | RIO 4  | GAT 4  | MIL 13 | DET 26 | POR 11 | CLE 1  | TOR 2 | MIC 1  | MID 1  | ROA 1  | VAN 4  | LAG 3 | CAL DNS |       |       |     | 1º            | 195    |
| 1998 | Chip Ganassi Racing   | MIA 3  | MOT 23 | LBH 1  | NAZ 2  | RIO 2  | GAT 1  | MIL 8  | DET 1  | POR 1  | CLE 1  | TOR 1 | MIC 3  | MID 12 | ROA 2  | VAN 4  | LAG 2 | HOU 2   | SUR 1 | CAL 3 |     | 1º            | 285    |
| 2001 | Mo Nunn Racing        | MON 24 | LBH 26 | NAZ 20 | MOT 7  | MIL 11 | DET 24 | POR 26 | CLE 13 | TOR 4  | MIC 20 | CHI 9 | MID 19 | ROA 13 | VAN 24 | GER 20 | ENG   | HOU     | LAG   | SUR   | CAL | 23º           | 24     |